# Vasili Lebedev-Kumaci
Vasili Lebedev-Kumaci (în rusă Василий Иванович Лебедев-Кумач; n. 27 iulie/8 august 1898, Moscova, Imperiul Rus – d. 20 februarie 1949, Moscova, RSFS Rusă, URSS a fost un poet și textier⁠(d) rus.